# Joculator tribulationis
Joculator tribulationis is een slakkensoort uit de familie van de Cerithiopsidae. De wetenschappelijke naam van de soort is voor het eerst geldig gepubliceerd in 1909 door Charles Hedley.
De kleine schelpjes (lengte 2,5 mm; breedte 0,85 mm) werden opgehaald bij de Hope Islands, kleine eilanden voor de kust van Queensland (Australië) in het gebied van het Great Barrier Reef.
Hedley plaatste deze soort in het nieuwe ondergeslacht Joculator van het geslacht Cerithiopsis. Joculator verkreeg later de status van geslacht.